# Athyrium nephrodioides
Athyrium nephrodioides är en majbräkenväxtart som först beskrevs av Bak., och fick sitt nu gällande namn av Christ. Athyrium nephrodioides ingår i släktet Athyrium och familjen Athyriaceae. Inga underarter finns listade.